# Anuanurunga
Anuanurunga ist ein kleines, unbewohntes Atoll im Tuamotu-Archipel im Pazifischen Ozean. Administrativ gehört es zu Französisch-Polynesien und ist Teil der Gemeinde Hao.
Anuanurunga liegt 25 km südöstlich des benachbarten Atolls Anuanuraro sowie 30 km nordwestlich des Atolls Nukutepipi. Gemeinsam bilden die drei Atolle die Gruppe der Îles du Duc de Gloucester. Es ist ein leicht elliptisches Atoll mit weitgehend geschlossenem Saumriff, dem nur wenige kleine Motus aufliegen. Die Landfläche beträgt etwa 7 km², die der Lagune rund 2,6 km².
Das Atoll wurde von Philipp Carteret 1767 entdeckt. Er nannte das Atoll „Four Crowns“ (Vier Kronen).